# لالایی برای راز غم‌انگیز
لالایی برای راز غم‌انگیز (تاگالوگ: Hele Sa Hiwagang Hapis و انگلیسی: A Lullaby to the Sorrowful Mystery) یک فیلم به کارگردانی لاو دیاز و محصول کشور فیلیپین است که در سال ۲۰۱۶ میلادی منتشر شد. این فیلم برای رقابت در گرفتن حایزهٔ خرس طلایی ذر شصت و ششمین جشنواره بین‌المللی فیلم برلین به جمع ۲۳ فیلم برتر، دعوت شد.
مدت زمان فیلم، ۸ ساعت است.
«آندره بونیفاسیو یی د کاسترو» یکی از معروف‌ترین مبارزان جنبش رهایی‌بخش فیلیپین علیه قدرت استعماری اسپانیا در اواخر قرن ۱۹ به شمار می‌آید. او هنوز هم در فیلیپین به عنوان «پدر انقلاب» خوانده می‌شود.
لاو دیاز، در این فیلم، با نگاهی به این اسطوره و کندوکاو در فرازهای مختلف زندگی بونیفاسیو می‌کوشد که تاریخ پر فراز و نشیب کشورش را به نمایش گذارد.